# Mohylany (stacja kolejowa)
Mohylany (ukr. Могиляни, ros. Могиляны) – stacja kolejowa w miejscowości Mohylany, w rejonie rówieńskim, w obwodzie rówieńskim, na Ukrainie.
W okresie II Rzeczypospolitej była to polska stacja graniczna na granicy ze Związkiem Sowieckim. Nie prowadzono tu jednak kontroli celno-paszportowych, które odbywały się na stacji Zdołbunów. Stacją graniczną po stronie sowieckiej był Krzywin.